# Dan Steele
Daniel „Dan“ Steele (* 20. März 1969 in Moline, Illinois, Vereinigte Staaten) ist ein ehemaliger US-amerikanischer Leichtathlet und Bobfahrer.

## Leben
Steele wuchs in Sherrard im US-Bundesstaat Illinois auf. Er studierte Soziologie an der Eastern Illinois University, wo er Teil des Leichtathletikteams Eastern Illinois Panthers track and field war. 1992 siegte Steele bei den National Collegiate Athletic Association Championships über 400 m Hürden. 1999 folgte der Gewinn von Silber im Zehnkampf bei den Panamerikanischen Spielen in Winnipeg sowie ein achter Platz bei den Weltmeisterschaften in Sevilla.
Nach der gescheiterten Olympiaqualifikation 1996 wurde Steele zusammen mit seinem Zwillingsbruder Darrin von der Scoutingabteilung der United States Bobsled and Skeleton Federation als potentieller Bobfahrer identifiziert und wechselte zum Bobsport.
Er trainierte ab 1996 im Bobsport-Leistungszentrum in Lake Placid. 2000 gelang ihm die erneute Qualifikation für die U.S. Olympic Trials im Zehnkampf, für eine Teilnahme an den Olympischen Sommerspielen 2000 in Sydney reichte es jedoch auch im dritten Anlauf nicht. Steele, der Teil des Home Depot Olympian Training Program war, gelang jedoch die Qualifikation für die Olympischen Winterspiele 2002 in Salt Lake City, wo er als Anschieber von Brian Shimer nominiert wurde. Im Viererbob-Wettkampf wurde er seinem Bruder, der zuvor mit Shimer im Zweierbob-Wettkampf Neunter geworden war, vorgezogen. Zusammen mit Shimer sowie Douglas Sharp und Mike Kohn gewann er die Bronzemedaille.
Seine aktive Karriere beendete Steele nach seiner zweiten Olympiateilnahme mangels weiterer Chance auf eine Olympiaqualifikation im Alter von 33 Jahren. Fortan war er als Leichtathletiktrainer an der University of Oregon und später an der University of Northern Iowa tätig. 2009 trainierte er unter anderem Ashton Eaton und Brianne Theisen.
Am 28. Juli 2017 starb Steele beinahe an einem Schlaganfall.